# Uzbeci
Uzbeci (uzbečki:O‘zbek, turski:Özbekler) su Turkijski narod koji većinom živi u središnjoj Aziji, u svojoj matičnoj državi Uzbekistanu i ostalim državama Središnje Azije.

## Ime
Porijeklo imena Uzbeka, još nije u potpunosti jasno te postoji nekoliko teza. Jedna teze kaže da da su dobili ime po eponimu Sultana Uzbeg Khana poznatoga i kao Uzbeg ili Ozbeg koji je bio najduže vladajući kan vladao je 1313. do 1341. godine. 
Druga kaže da ime znači "samostalni" ili "sam svoj gospodar", iz riječi O'z (sam) i Bek (titula u plemstvu).
Suvremena autohtoni izvori obično se koriste pojam uzbek da se odnosi na "ruralna seljaka" i "nomada".

## Povijest
Potomci su starih iranskih plemena (Sogdijanaca, Horezmijaca, Masegeta i Saka) koji su se miješali s turkijskim nomadskim narodima. Kao narod formirali su se u periodu od 15. do 16. stoljeća. Zavladavši srednjom Azijom u 16. stoljeću napuštaju nomadski način života. Bave se zemljoradnjom većinom uzgojem pamuka, te stočarstvom uzgojom ovaca, koza, goveda, deva, konja i mazgi. Uzbeci govore Uzbečki jezikom koji je dio turkijskih odnosno Altajskih jezika.

## Populacija
Prema procjenama Uzbeka ima od 23 do 29 milijuna, od toga u Uzbekistanu 21.900.000 milijuna, druga zemlja po brojnosti Uzbeka je Afganistan u kojem ih živi 2.9 milijuna, zatim sljede Tadžikistan s 1.1 milijun, Kirgistan sa 740.000,  Kazahstan s 371.000, Turkmenistan s 260.000, Rusija sa 126.000.
U Kineskoj pokrajini Xinjiang živi 14.800 Uzbeka, u Ukrajini ih ima 13.000. 
Uzbeci još žive u Iranu, Turskoj, Sjevernoj Americi i Zapadnoj Europi.

## Religija
Uzbeci su pretežno muslimani suniti koji svoju vjeru uče prema Hanefijskom mezhebu koji je jedan od četiri priznate pravne škole u Islamu, ali postoje razlike između sjevernih i južnih Uzbeka. Većina Uzbeks iz bivšeg SSSR-a u praksi religiju shvaća liberalnije zbog službene sovjetske politike ateizma, dok Uzbeci u Afganistanu i drugim zemljama na jugu su ostali više konzervativne pristalice Islama. Međutim nakon neovisnosti Uzbekistana 1991. godine došlo je do islamskog preporoda među stanovništvom. Ljudi koji žive na području modernoga Uzbekistana prvi su prešli na islam već u 8. stoljeću, kada su arapski vojnici napali ovo područje, i raselili stare vjere Zoroastrizama i Budizam. Arapskom pobjedom nad Kinezima 751. godine u bitci kod Talasa, osigurana je budućnost dominaciju islama u Središnjoj Aziji.		

## Vanjske poveznice
- Josuah Project: Uzbeci

### Ostali projekti
|  | Zajednički poslužitelj ima još gradiva o temi Uzbeci |